# Puffinus pacificoides
La pardela de Santa Elena (Puffinus pacificoides) es una especie extinta de ave procelariforme de la familia de los proceláridos que habitaba en el océano Atlántico meridional. Se conoce solo por restos subfósiles encontrados en la isla de Santa Elena. Probablemente se extinguió al final del último periodo glacial, o principio del Holoceno, cuando el clima se hizo más cálido.

## Sistemática
Fue descrita en 1975 por el ornitólogo estadounidense Storrs Lovejoy Olson. Su nombre científico proviene del término latino pacificus más la terminación griega oides (parecido), por su relación con la especie viva Puffinus pacificus.